# Humberto Tomasina
Humberto Tomasina (12. september 1898 – 12. juni 1981) var en uruguayansk fodboldspiller, og olympisk guldvinder med Uruguays landshold.
Tomasina var en del af det uruguayanske hold, der vandt guld ved OL i 1924 i Paris. Det var første gang der nogensinde blev spillet fodbold i OL-sammenhæng. Han var også med til at vinde det sydamerikanske mesterskab med sit land i 1923.
På klubplan spillede han for Liverpool de Montevideo i hjemlandet.

## Titler
Sydamerikanske Mesterskab
- 1923 med Uruguay

OL
- 1924 med Uruguay